# Ożenek (dramat)
Ożenek (ros. Женитьба) – utwór dramatyczny autorstwa Nikołaja Gogola napisany w 1836 roku, a opublikowany po raz pierwszy w 1842 roku. 
Utwór jest satyrą na obyczajowość XIX-wiecznej Rosji. Główna bohaterka sztuki – Agafia Tichonowna – pragnie wyjść za mąż. Szuka kandydata, którego poślubienie, oprócz zmiany stanu cywilnego, przyczyniłoby się też do podniesienia jej statusu społecznego i majątkowego. Również potencjalni kandydaci do jej ręki patrzą na perspektywę małżeństwa z punktu widzenia korzyści, jakie przez nie odniosą. Ostatecznie Agafia decyduje się na ślub z Iwanem Kuźmiczem Podkolesinem, podstarzałym kawalerem piastującym wysokie stanowisko urzędnicze. Jednak pan młody ostatecznie ucieka sprzed ołtarza.